# Gabriele Caccia

Wappen von Gabriele Giordano Caccia

Gabriele Giordano Caccia (* 24. Februar 1958 in Mailand, Italien) ist ein italienischer römisch-katholischer Geistlicher, Erzbischof und Diplomat des Heiligen Stuhls.

## Leben
Gabriele Caccia empfing am 11. Juni 1983 durch Carlo Maria Kardinal Martini SJ das Sakrament der Priesterweihe für das Erzbistum Mailand. Anschließend arbeitete er dort bis 1986 als Seelsorger. Danach wurde er für ein Aufbaustudium an der Päpstlichen Diplomatenakademie freigestellt, wo er das Lizenziat in Kanonischem Recht erwarb. 1991 wurde er an der Päpstlichen Universität Gregoriana mit einer Dissertationsschrift mit dem Titel Der Glaube und sein Objekt in ‚Einübung im Christentum‘ von Søren Kierkegaard zum Dr. theol. promoviert.
Am 1. Juni 1991 trat er in den diplomatischen Dienst des Heiligen Stuhls ein und wurde zunächst Mitarbeiter an der Apostolischen Nuntiatur in Tansania. Papst Johannes Paul II. verlieh ihm am 24. Juli 1992 den Ehrentitel Kaplan Seiner Heiligkeit (Monsignore). Seit dem 11. Juli 1993 war Caccia Mitarbeiter im Sekretariat des Substituten in der Sektion für Allgemeine Angelegenheiten im Staatssekretariat des Heiligen Stuhls. Am 17. Dezember 2002 wurde er von Johannes Paul II. zum Assessor für Allgemeine Angelegenheiten berufen und am selben Tag zum Ehrenprälaten Seiner Heiligkeit ernannt. Darüber hinaus war er Mitglied der Disziplinarkommission der römischen Kurie.
Am 16. Juli 2009 ernannte ihn Papst Benedikt XVI. zum Titularerzbischof von Sepino und zum Apostolischen Nuntius im Libanon. Die Bischofsweihe spendete ihm Benedikt XVI. am 12. September desselben Jahres im Petersdom; Mitkonsekratoren waren Kardinalstaatssekretär Tarcisio Bertone SDB und der Kardinalpräfekt der Kongregation für die Glaubenslehre, William Joseph Levada.
Am 12. September 2017 wurde er von Papst Franziskus zum Apostolischen Nuntius auf den Philippinen ernannt. Papst Franziskus ernannte ihn am 16. November 2019 zum Ständigen Beobachter des Heiligen Stuhls bei den Vereinten Nationen.

## Ehrungen
- 2004: Offizier des Sterns von Rumänien
- 2005: Großkreuz des Verdienstordens der Italienischen Republik
- 2009: Großes Verdienstkreuz des Verdienstordens der Bundesrepublik Deutschland